# Super Mario Bros. 2
Super Mario Bros. 2 — видеоигра в жанре платформенной аркады, разработанная и изданная Nintendo для консоли NES, продолжение Super Mario Bros. В Северной Америке поступила в продажу в октябре 1988 года, в Европе — в апреле 1989-го. Представляла собой переделанную версию игры Doki Doki Panic, выпущенной исключительно на территории Японии. Super Mario Bros. 2 в Японии была издана лишь в июле 1992 года под названием Super Mario USA.

## Игровой процесс
Игра представляла заметно изменённый геймплей, менявший (и делавший более разнообразным) весь процесс прохождения игры и требовавший от игрока вырабатывания новой тактики поведения. Основное изменение коснулось схемы взаимодействия с противниками: принятая в предыдущих играх серии модель, в которой Марио мог убить врага, прыгнув на него сверху (если только это не был дикобраз Спини или кто-либо другой, защищённый шипами) была устранена. Вместо этого была добавлена возможность бросать в противника различные предметы, распределённые по игровым уровням (чаще всего выдернутые из земли овощи, а также других противников). Предмет можно взять, предварительно прыгнув на него и нажав B. Таким образом в Super Mario Bros. 2 противника можно убить только с помощью постороннего предмета, другого противника, либо взяв бонус — «звезду», дающую неуязвимость.
В игре был введён уровень жизни, измеряемый количеством красных шестиугольников в левом верхнем углу экрана. Изначально их два, но можно увеличить до четырёх. В новой локации снова два. В предыдущих играх величины «здоровья» не было, при контакте с противником Марио моментально терял жизнь, а если в этот момент он находился в «продвинутом» состоянии, то возвращался в предыдущее (Fire Mario и Super Mario становились обычным Mario). Таким образом в Super Mario Bros. 2 игрок мог несколько раз столкнуться с противником, прежде чем потерять одну жизнь.
Также игроку была предоставлена возможность выбора одного из четырёх игровых персонажей: Марио, Луиджи, Пич и Тоад. Раньше игрок мог выбирать только между Марио и Луиджи (и лишь в режиме двух игроков), при этом различие между персонажами заключалось в том, что Луиджи прыгал дальше Марио и сильнее «пробуксовывал». В то же время все четыре персонажа Super Mario Bros. 2 обладают уникальными для каждого из них способностями, определяющими стиль прохождения игры.
Помимо этого в игру была добавлена мини-игра, работающая по принципу однорукого бандита, в которой игрок может заработать бонусы, облегчающие прохождение.

## Разработка
Такие серьёзные изменения в геймплее обусловлены тем, что Super Mario Bros. 2 не разрабатывалась изначально как самостоятельный продукт, а являлась переделанной версией другой игры — Yume Kōjō: Doki Doki Panic (дизайнером которой также был Сигэру Миямото).
Ответственные лица Nintendo of America сочли выпуск на американский рынок японской версии Super Mario Bros. 2 сопряжённым с финансовым риском (американские покупатели, по их мнению, не были готовы к высокой сложности игры и похожести на предыдущую). Результатом чего стало решение адаптировать под вселенную Марио «Doki Doki Panic».
«Yume Kōjō: Doki Doki Panic» (англ. Dream Factory: Heart-Pounding Panic) использовала ближневосточный антураж и вышла исключительно на японском рынке. Для стилизации под серию игр с Марио были изменены спрайты персонажей (Brother, Mama, Sister, Papa) и некоторых предметов, улучшена анимация движений и уровней, изменено музыкальное оформление.
Японская версия Super Mario Bros. 2 была избавлена от проблематичных элементов и позже вышла за пределами Японии под названием The Lost Levels.

## Отзывы
| Сводный рейтинг | Сводный рейтинг |
| Агрегатор       | Оценка          |
| --------------- | --------------- |
| GameRankings    | 82,17 %         |

Игра была благосклонно встречена игроками и стала пятой в списке наиболее продаваемых игр для NES. И хотя в общей сложности было продано более 7 миллионов копий, более популярной считается последовавшая за ней Super Mario Bros. 3, в которой разработчики вернули прежнюю игровую схему, добавив, тем не менее, некоторые новшества (вроде мини-карты игрового мира, возможности парить над землёй при использовании бонуса «Super Leaf» и мини-игр).

## Ремейки
В 1993 году игра была включена в сборник Super Mario All-Stars для SNES наряду с Super Mario Bros., The Lost Levels, Super Mario Bros. 3.
В 2001 году в рамках проекта Super Mario Advance игра была портирована для GBA
С мая 2007 года доступна в сервисе Virtual Console Wii.